# مدر، شهرستان ساکرامنتو، کالیفرنیا
مدر (به انگلیسی: Mather) یک منطقهٔ مسکونی در ایالات متحده آمریکا است که در شهرستان ساکرامنتو، کالیفرنیا واقع شده‌است. مدر ۲۵٫۹۶۷ کیلومتر مربع مساحت و ۴٬۴۵۱ نفر جمعیت دارد و ۳۲٫۹۲ متر بالاتر از سطح دریا واقع شده‌است.